# Subadyte chesterfieldensis
Subadyte chesterfieldensis är en ringmaskart som beskrevs av Sylvanus Charles Thorp Hanley och Burke 1991. Subadyte chesterfieldensis ingår i släktet Subadyte och familjen Polynoidae. Inga underarter finns listade i Catalogue of Life.